# Kaap Vaarwel
Kaap Vaarwel (Deens: Kap Farvel, Groenlands: Uummannarsuaq) is het zuidelijkste punt van Groenland, traditioneel het eerste punt gezien door expeditieschepen. Bij Kaap Vaarwel raken de Labradorzee en de Irmingerzee elkaar, beide zeeën die onderdeel zijn van de noordelijke Atlantische Oceaan.